# Batalla de Los Alporchones
La batalla de Los Alporchones fue un enfrentamiento militar ocurrido el 17 de marzo del año 1452 entre las tropas del reino castellano de Murcia, dirigidas por Alonso Fajardo el Bravo, alcaide del castillo de Lorca, y las del reino nazarí de Granada, acaudilladas por Malik ibn al-Abbas, en el contexto de la Reconquista. El encuentro, que tuvo lugar en las cercanías de Lorca, se saldó con una victoria castellana.

## Antecedentes
Tras recuperar el trono de Granada de manos de su tío Muhammed el Cojo en 1447, el sultán Muhammed IX continuó su política belicista respecto a la Corona de Castilla. Su predecesor había recuperado algunas plazas arrebatadas en la frontera con el Reino de Murcia, y antes de él las razias granadinas ya causaban el terror en las poblaciones cristianas de aquel reino, aprovechando que la gobernante Casa de Fajardo estaba enzarzada en disputas familiares. Una de estas incursiones llevó al saqueo y toma de cautivos de la población de Cieza, y a la victoria musulmana en la batalla de Hellín, ambos sucesos en 1448.
El acoso nazarí obligó al rey Juan II de Castilla a pedir una tregua en 1450 para poder concentrarse en su lucha contra el Marqués de Villena. Sin embargo, el sultán no quería desaprovechar la ocasión de hostigar a los desunidos castellanos y al año siguiente desató una nueva incursión fructífera en botín. Entre 1451 y 1452 se preparó una algara contra el Campo de Cartagena, en la que se apoderaron de 40 000 cabezas de ganado y tomaron presas a 40 personas, la mayoría pastores.
En esta ocasión, los cristianos dejaron de lado sus querellas internas para hacer frente a los musulmanes. El alcaide de Lorca Alonso Fajardo, llamado «el Bravo», mandó heraldos a varias poblaciones del reino con la intención de recabar apoyos, y a su llamada acudieron mesnadas de Aledo, Caravaca de la Cruz y Murcia, sumando en total 300 caballeros y unos 2000 infantes. El ejército de Fajardo aguardó en el campo lorquino de Los Alporchones, a sabiendas de que los granadinos iban a pasar por allí en su regreso al reino nazarí.

## La batalla
El 17 de marzo de 1452 llegaron por fin los moros y se entabló el combate. El ataque castellano por sorpresa les otorgó la ventaja inicial, si bien el caudillo de los de Granada, Malik ibn al-Abbas (castellanizado Alabez), destacó por su valor y rehízo por dos veces sus líneas. Las crónicas cuentan que el alcaide, dándose cuenta de que la batalla podía decidirse en un duelo singular con el capitán enemigo, luchó contra él hasta que consiguió derribarle de su corcel y tomarlo prisionero.
La captura de su capitán quebró el ánimo de los musulmanes, y la persecución de estos por los cristianos llegó hasta Vera (provincia de Almería), sobreviviendo 300. Mientras que las bajas granadinas fueron altas y 400 soldados fueron capturados, los de Fajardo sufrieron 40 muertos y más de 200 heridos.

## Consecuencias

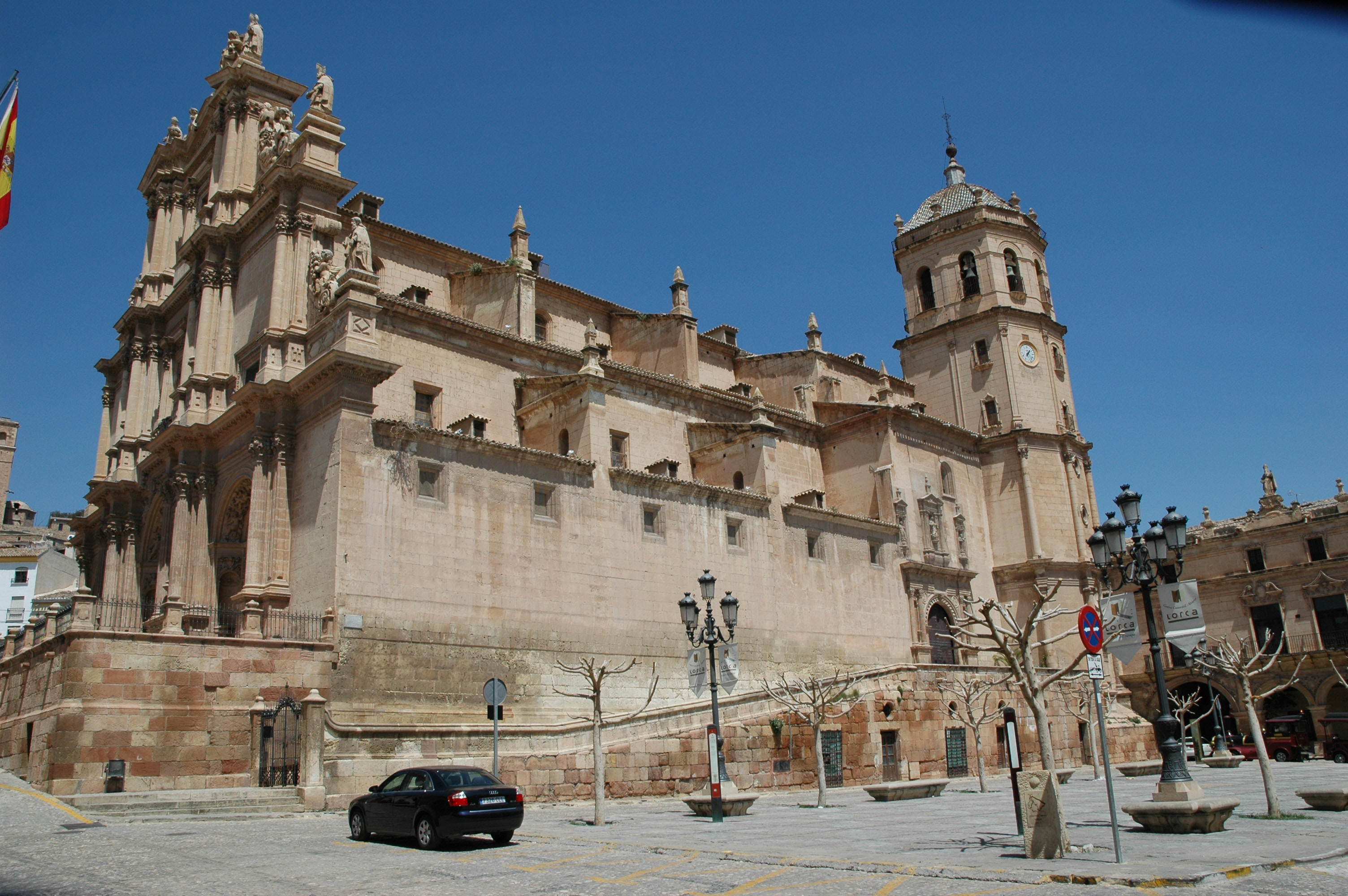
Colegiata de San Patricio, Lorca (Murcia).

La batalla tuvo grandes consecuencias para el Reino de Murcia: puso fin a las dañinas incursiones de saqueo, pues los musulmanes pidieron una tregua de cinco años y en futuros conflictos permanecerían en su territorio hasta la Guerra de Granada; acrecentó el prestigio de Lorca y en particular de la Casa de Fajardo, germen de la influyente Casa de los Vélez; y en homenaje a San Patricio, cuya onomástica se celebra el 17 de marzo, día de la batalla, se le declaró santo patrón de la ciudad de Murcia y se le levantó una iglesia en Lorca sobre la que en 1533 se situaría la Colegiata de San Patricio.
Malik ibn al-Abbas fue ejecutado por sus captores mientras que su vencedor, Alonso Fajardo el Bravo, acabaría siendo asesinado cuando luchaba en Caravaca de la Cruz contra los hombres del adelantado mayor Pedro Fajardo Quesada, su primo y representante en el reino de Enrique IV de Castilla.